# Samastacus araucanius
La langosta de agua dulce o langostino de río (Samastacus araucanius) es una especie de crustáceo decápodo parastácido integrante del género Samastacus. Habita en ambientes de agua dulce del sudoeste de América del Sur.
Se trata de un crustáceo de fondo, de alimentación detritívora y omnívora.
No posee potencial en acuicultura.
Fue reportada para poblaciones lacuestres de esta especie un patrón de sexualidad gonocórico.

## Distribución y hábitat
Esta especie habita en ambientes dulceacuícolas, con una geonemia endémica del centro-sur  de Chile, en la Región de Los Ríos.

## Taxonomía
Esta especie fue descrita originalmente en el año 1914 por el carcinólogo estadounidense Walter Faxon.
Localidad tipo
La localidad tipo asignada es: Corral, Valdivia, Chile.